# Hankyoreh
Hankyoreh (koreanisch; im Deutschen „Eine Nation“ oder „Koreas Ursprung“) ist eine südkoreanische Zeitung. Sie wurde am 15. Mai 1988 im Rahmen der südkoreanischen Demokratiebewegung gegründet und ist heute die viertgrößte Zeitung Koreas. Sie wurde überwiegend von Journalisten der großen südkoreanischen Medien gegründet, die im Laufe der 1970er und 1980er Jahren aus politischen Gründen entlassen wurden. Anders als die drei größten südkoreanischen Zeitungen gehört sie keinem großen Unternehmen, sondern den Mitarbeitern und tausenden Bürgern, die Anteile halten. Unter den Gründern waren über 200 ehemalige Mitarbeiter anderer Zeitungen. Es gibt über 60.000 Anteilseigner. Die Auflage betrug 2011 über 500.000. Präsident und CEO der Hankyoreh Media Group ist Yang Sang-woo. Hankyoreh ist Partnerin der koreanischen Ausgabe der Huffington Post.
Eine wöchentliche Zeitschrift erscheint mit Hankyoreh21. Zudem gibt der Verlag Südkoreas größte Filmzeitschrift, Cine21, heraus. Des Weiteren erscheint eine Wirtschaftszeitschrift. Mit The Hankyoreh gibt es eine englischsprachige Online-Ausgabe.
Ihre politische Haltung gilt als linksliberal, anders als die drei größten Zeitungen des Landes (Chosun Ilbo, Dong-a Ilbo und JoongAng Ilbo), die als konservativ gelten.